# Téléologie
La téléologie est le courant philosophique soutenant le rôle déterminant des causes finales, de la finalité,. Le terme est souvent utilisé en épithète, pour désigner une doctrine ou un raisonnement, de manière critique.
En tant que doctrine provenant de l'Antiquité gréco-romaine, la téléologie vise les explications centrées sur l'effet d'une cause finale (le telos) : un phénomène A sera expliqué par la nécessité d'une cause finale postérieure B. Lamarck dans sa Philosophie zoologique donne un célèbre exemple d'intervention de cause finale (qui se révéla par la suite erroné) : l'herbe étant rare dans la savane, la girafe doit atteindre le feuillage des arbres pour se nourrir (cause finale B), dès lors l'habitude soutenue et l'effort pour l'atteindre entraînèrent un allongement de ses pattes avant et de son cou au fil des générations (phénomène A). En cela, la téléologie s'oppose à la vision mécaniste de l’explication des phénomènes, notamment au sein des sciences du vivant et de la cybernétique[réf. nécessaire]. Ces dernières inventèrent la notion de téléonomie (caractère nécessaire mais non intentionnel) dans les années 1960, pour intégrer des lois mécaniques dans le concept de finalisme, la notion de téléologie étant jugée spéculative, aux connotations métaphysiques.

## Étymologie et origine
Téléologie vient du grec ancien τέλος (telos), « fin, but », et de λόγος (logos), « discours ».
Le terme fut inventé en 1728 par le philosophe allemand Christian von Wolff dans Philosophia rationalis sive Logica.
Téléonomie vient du grec ancien τέλος (telos), « fin, but », et de νόμος (nomos), « loi ». Le terme fut inventé par Colin S. Pittendrigh en 1958.

## Histoire

### Antiquité

#### Platon
Chez Platon, le monde et les organismes qui le constituent sont créés par un démiurge (dieu organisateur) selon un plan préétabli, extérieur au monde sensible, et la destinée de l’homme est considérée comme la finalité de la Nature, comme on le voit dans le Timée : nous sommes en présence d’une téléologie extrinsèque.
«  Le monde est le résultat de l'action combinée de la nécessité et de l'intelligence. L'intelligence prit le dessus sur la nécessité, en la persuadant de produire la plupart des choses de la manière la plus parfaite ; la nécessité céda aux sages conseils de l'intelligence ; et c'est ainsi que cet univers fut constitué dans le principe (Platon, Timée, 48 a.) »
Dès la fin du XIXe siècle, Eduard Zeller souligne la physique téléologique de Platon, comme aussi Léon Robin en 1918. Au XXe siècle l’interprétation téléologique du Timée est aussi proposée par Geoffrey E.R. Lloyd (en). Il remarque que Platon tente d’établir la nécessité de réalisation du Bien dans l’univers, en partie grâce à un ordre mathématique – comme cela fut souvent formulé dans les interprétations antérieures à celle de Geoffrey E.R. Lloyd, mais également par l’intervention d’un telos.

#### Aristote
Aristote dans sa Métaphysique distingue quatre causes dans la formation des choses : la cause matérielle (matière de la chose), la cause formelle (essence de la chose, eidos), la cause efficiente (force motrice, kinèsis) — fondamentalement considérée comme cause efficiente grâce aux travaux du philosophe Avicenne, qui ajoute une dimension à ce qu'Aristote ne considère que comme un principe de mouvement, une dynamique, et non pas comme cause d'existence ex nihilo — et la cause finale (ce en vue de quoi la chose est faite, telos). Dans le premier chapitre des Parties des animaux, il fait de la cause finale la première des causes. Sa vision est donc téléologique. Elle est appuyée par une conception de la nécessité.
Aristote était certes un naturaliste, mais « il n’a jamais été un positiviste ; il s’oppose à la conception mécaniste du monde proposée par Démocrite et à la conception purement mathématique des cieux suggérée par Eudoxe de Cnide. »
La finalité est un concept capital chez Aristote, autant dans sa philosophie de la nature (notamment présente dans ses Parties des animaux), que dans sa philosophie de l’art (au sens de tékhnê) : « Il y a davantage de finalité et de beauté dans les œuvres de la nature que dans celles de l’art », dit-il ; l’on retrouve ce principe de finalité dans la Physique, dans la Politique et l’Éthique à Nicomaque :
«  Tout art et toute investigation, et pareillement toute action et tout choix tendent vers quelque bien, à ce qu’il semble. Aussi a-t-on déclaré avec raison que le Bien est ce à quoi toutes choses tendent. »

De plus Aristote rejette la théorie platonicienne de la création démiurgique du monde (c'est-à-dire d'un créateur utilisant des formes éternelles pour modèle). Ainsi il développe dans sa Physique une théorie proprement naturaliste de la formation des choses : 
«  D'ailleurs il serait absurde de croire que les choses [de la nature] se produisent sans but, parce qu'on ne verrait pas le moteur délibérer son action. »
 À la doctrine des Idées de Platon, il oppose sa théorie de la détermination de la matière au moyen de la forme : cette détermination formelle agit de l’intérieur, se déployant à partir de la matière comme à partir d’un germe. Mais, dans la téléologie d’Aristote, οὐσία, substance, et τέλος, finalité, constituent une seule et même réalité, et le monde est « suspendu » (selon les propres termes d’Aristote), à Dieu.

### Époque moderne

#### Leibniz
Leibniz n’oppose pas dans l’explication des phénomènes cause efficiente et cause finale : nous avons besoin des deux, et au moins des causes finales pour une explication complète. Il admet cependant que certains phénomènes reçoivent des explications plus adaptées par une cause que par l’autre :
« Comme tout se peut expliquer dans la Géométrie par le calcul des nombres et aussi par l’analyse de la situation, mais que certains problèmes sont plus aisément résolus par l’une de ces voies, et d’autres par l’autre, de même je trouve qu’il en est ainsi des phénomènes. Tout se peut expliquer par les efficientes et par les finales ; mais ce qui touche les substances raisonnables <hommes, esprits, âmes> s’explique plus naturellement par la considération des fins, comme ce qui regarde les autres substances <corps> s’explique mieux par les efficientes. »
Chez Leibniz, les deux explications possèdent cependant des limites : la cause finale tend au verbalisme lorsqu’elle tente d’expliquer des phénomènes particuliers (i.e. hors des lois et principes de la nature). À l’inverse, la cause efficiente tend parfois à la complexité inutile, alors que l’intervention d’un telos dans le raisonnement apparaitrait plus simple et naturel.
De plus, Leibniz fait de la cause finale un principe nécessaire au fondement des lois de la nature (fundamentum naturæ legum) : il est nécessaire qu’à travers les phénomènes la même quantité d’énergie soit conservée. En effet, les causes et les effets doivent toujours être équivalents, au risque de tomber dans le perpetuum mobile (plus dans l’effet que dans la cause) ou à l’inverse dans une régression de la perfection naturelle (moins dans l’effet que dans la cause), schémas qui sont impossibles en raison de l’ordre divin régnant dans le monde. L’immutabilité divine (la Monade) répond donc par un jeu de miroir à la nécessaire équivalence des causes et des effets dans la nature (les monades) par un principe téléologique.
Le terme fut par ailleurs inventé en 1728 par Christian von Wolff, disciple de Leibniz, dans sa Philosophia rationalis sive Logica. Fortement influencé par ce dernier, il fonda une école qui reprit et approfondit de nombreux concepts leibniziens (monadologie, optimisme, distinction de la perception et de l'appétition, morale de la perfection…).

#### Kant
La téléologie possède une place primordiale chez Kant. Dans son œuvre, la cause finale change de sens : un phénomène sera causé par un telos prenant la forme d’un concept (e.g. si un individu malade demande une médication, c’est le concept de santé qui cause son acte).
Plus précisément, la téléologie occupe la seconde partie de sa Critique de la faculté de juger où le concept effectue l’intermédiaire entre la faculté de connaître (Erkenntnisvermögen) et la faculté de désirer (Begehrungsvermögen). L’esthétique kantienne fait appel à une théorie générale de la finalité absolue à travers deux expériences : l’une sensible et esthétique, i.e. le sublime, l’autre formelle, c’est-à-dire la loi morale.
Kant considère également la finalité inscrite dans la nature, la qualifiant d’illégitime : on ne peut attribuer des buts à des phénomènes physiques ou biologiques. Dès lors, les individus sont entrainés dans une téléologie projetée, réfléchie : elle permet d’organiser la nature, de reconnaitre un ordre parmi les phénomènes comme s’ils étaient régis par de vraies relations de buts et de moyens. La téléologie est donc une idée régulatrice, tout comme la liberté dans la seconde Critique.

## Réfutations

### Bacon
Le scientifique et philosophe anglais Francis Bacon est un des premiers à remettre véritablement en question la téléologie d’un point de vue épistémologique. En effet, précurseur de l’empirisme, il développe dans son Novum Organum de 1620 une critique de la cause finale aristotélicienne : la téléologie interdisant toute vérification expérimentale, elle est impropre aux sciences (mais peut être employée en métaphysique), et pousse à réduire le champ des recherches naturelles si elle est admise. À ce propos il énonce dans le Novum :
«  La science doit être tirée de la lumière de la nature, elle ne doit pas être retirée de l'obscurité de l'Antiquité. Ce qui importe n'est pas ce qui a été fait. Il faut voir ce qui reste à faire. »
Dès lors, les contrôles en science sont nécessaires pour écarter les illusions d’optiques, les idola, et plus spécifiquement les idola tribus : cette tendance propre à la nature humaine de percevoir en permanence des finalités.
Bacon réussit en partie son projet, modifiant la démarche scientifique postérieure et notamment de ses contemporains comme Harvey qui, se détachant peu à peu de la causa finalis, demeura aristotélicien malgré l’influence grandissante du baconisme et de l’empirisme.

### Descartes
À la même époque que Bacon, Descartes entame une réflexion sur la téléologie qui entrainera sa réfutation. Tandis que le premier emploie un raisonnement empiriste, Descartes propose un argument théologique : Dieu étant un être infini, nous ne pouvons saisir l’intégralité de ses actions, vouloir comprendre ses fins relève donc de la présomption. Le monde étant composé d’une infinité d’éléments, la seule fin possible de tout ce qui se produit doit être Dieu lui-même. Or ce raisonnement revient à poser des bornes à l’essence du monde et à celle de Dieu : la téléologie est donc rejetée. On retrouve cet argumentaire dans Les Principes de la philosophie de Descartes :
« Nous ne nous arrêterons pas aussi à examiner les fins que Dieu s’est proposées en créant le monde, et nous rejetterons entièrement de notre philosophie la recherche des causes finales ; car nous ne devons pas tant présumer de nous-mêmes, que de croire que Dieu nous ait voulu faire part de ses conseils : mais, le considérant comme l’auteur de toutes choses, nous tâcherons seulement de trouver par la faculté de raisonner qu’il a mise en nous, comment celles que nous apercevons par l’entremise de nos sens ont pu être produites […]. »
Descartes est par ailleurs un des fondateurs du mécanisme, mouvement opposé au finalisme, et eut une influence importante dans le champ de la biologie, notamment par ses écrits mais principalement grâce à sa « méthode ».

### Spinoza
Spinoza est qualifié de précurseur par Nietzsche dans sa critique de la téléologie. Il développe un argumentaire théologique : c'est par ignorance des causes réelles qui déterminent les phénomènes naturels que les hommes font intervenir une cause finale. Ainsi le finalisme présuppose une volonté anthropomorphique organisant toute chose dans la nature pour l’utilité des hommes : or tout ce qui existe dans la nature n’est que la substance infinie de Dieu dont tous les êtres sont des modes (panthéisme spinoziste). Considérer des causes finales dans la nature serait donc admettre l’imperfection de Dieu : le panthéisme transcendantal étant incompatible avec la théorie du finalisme immanent, Spinoza rejette ce dernier. Il développe cette thèse dans son Éthique :
« […] Dieu existe nécessairement, il est unique, il existe et agit par la seule nécessité de sa nature, il est la cause libre de toutes choses et de quelle façon, que toutes choses sont en lui et dépendent de lui, de telle sorte qu'elles ne peuvent être ni être conçues sans lui, enfin que tout a été prédéterminé par Dieu, non pas en vertu d'une volonté libre ou d'un absolu bon plaisir, mais en vertu de sa nature absolue ou de son infinie puissance. »

### Darwin
Darwin est souvent considéré comme un précurseur des sciences modernes pour son rejet de la téléologie. Il s’oppose notamment à Lamarck et sa Philosophie zoologique : Darwin ne postule plus un quelconque effort dans l’idée d’évolution, lui enlevant toute force cachée qui lui donnerait un sens nécessaire. Au contraire, il postule que les variations du vivant apparaissent comme des « accidents », des pures factualités, se refusant de les expliquer en vue d’un but précis. Cependant, la thèse des variations fortuites au sein du vivant rencontra un certain nombre d’objections, notamment dans le célèbre exemple de l’œil dont Darwin fait le commentaire :
«  Il semble absurde au possible, je le reconnais, de supposer que la sélection naturelle ait pu former l'œil avec toutes les inimitables dispositions qui permettent d'ajuster le foyer à diverses distances, d'admettre une quantité variable de lumière et de corriger les aberrations sphériques et chromatiques.  »
Dans l’interprétation courante de Ghiselin, Darwin substitue une cause efficiente – la théorie de l’évolution – à l’apparente téléologie (cause finale) à l’œuvre dans le monde biologique. Bien que Ghiselin admette la présence de « métaphores téléologiques » dans L'Origine des espèces, il soutient que son auteur ne fait pas intervenir de quelconque telos dans sa théorie.
Cependant, de nombreux auteurs critiquent la position de Darwin, notamment son utilisation du langage qui laisserait supposer des biais téléologiques et axiologiques,. Il remplace par exemple la cause finale lamarckienne par la notion de « fonction », qui n'est cependant pas exempte de téléologie, la fonction étant tournée vers un but (e.g. le cœur a pour fonction de pomper le sang).
Nietzsche fait également une critique du darwinisme : la sélection naturelle donnerait un sens, une direction à l’évolution par l’amélioration progressive des caractères et la survie des fittest (les plus aptes). Dès lors, ce jugement moral implicite pose par avance la finalité vers laquelle l’évolution se dirige : nous serions en présence d’une téléologie cachée dans le darwinisme,.

## Époque contemporaine

### Biologie
La biologie contemporaine se caractérise par l'omniprésence du vocabulaire fonctionnel. Toutes les branches de la biologie attribuent des fonctions à leurs objets d'étude. À titre d'illustration, en physiologie on attribue au cœur la fonction de pomper le sang, en biologie moléculaire on attribue à l'ADN la fonction de support de l'hérédité...
Plusieurs théories philosophiques ont été élaborées afin d'évacuer la téléodirectionnalité du langage biologique. La théorie étiologique, née en 1972 dans un article fondateur de Larry Wright, est une réinterprétation de la notion de fonction en termes de cause efficiente. Wright caractérise un organe ou fonction biologique (X) et son activité (F) comme fonction si et seulement si :

- F résulte d'X
- X est présent parce que F résulte d'X (condition de feed-back)

La théorie étiologique a été reformulée comme théorie de l'effet sélectionné par Karen Neander (selected effect) d'après qui la fonction d'un trait est l'effet pour lequel il a été sélectionné. Ainsi, dire « La fonction du cœur est de pomper le sang » équivaut à dire « Le cœur a été sélectionné naturellement pour pomper le sang ». On parle également de théorie rétrospective (backward-looking) des fonctions en raison de ce que d'après elle l'attribution d'une fonction à un trait dépend de l'histoire évolutive de ce trait. La théorie étiologique repose ainsi crucialement sur la théorie de l'évolution par sélection naturelle de Darwin.
D'après Christopher Boorse, une analyse des fonctions doit respecter trois conditions :
- une distinction entre aspect fonctionnel et accidentel : Distinction entre « Avoir pour fonction de F » et « Accomplir la fonction F » (e.g. le nez n’a pas pour fonction de porter des lunettes) ;
- application aux organismes et aux artefacts ;
- les énoncés porteurs d’attribution de fonction doivent être explicatifs : ils doivent répondre à la question « Pourquoi X fait-il F ? » en citant la fonction de F (e.g. : Pourquoi le cœur émet-ils des battements réguliers ? Pour pomper le sang).

Sur cette base, Boorse émet des objections à la théorie étiologique : pour un organe rudimentaire (appendice par exemple), la thèse étiologique attribue nécessairement une fonction à celui-ci alors qu’il n’en dispose pas en réalité. De même on trouve des cas d’organes changeants de fonction (shifting functions problem), comme le plumage des oiseaux qui servait à l’origine à l’isolation thermique, tandis que sa fonction pour le vol est plus récente : quelle est donc la fonction propre du plumage ?

### Cybernétique
La cybernétique est la science constituée par l'ensemble des théories sur les processus de commande et de communication et leur régulation chez l'être vivant, dans les machines et dans les systèmes sociologiques et économiques. Elle a pour objet principal l'étude des interactions entre « systèmes gouvernants » (ou systèmes de contrôle) et « systèmes gouvernés » (ou systèmes opérationnels), selon un principe téléologique de régulation, de rétroaction, c’est-à-dire d’une modification autoproduite pour atteindre un objectif.
Le but est notamment de traduire des assertions biologiques faisant appel à la notion de téléologie en langage cybernétique, tout en montrant que le concept de « comportement intentionnel » (purposive) est explicable dans le langage de la rationalité scientifique moderne : c’est l’émergence de la téléonomie.
Bien qu’a priori la cybernétique permette des systèmes plus facilement testables que leurs expressions téléologiques associées, ceci peut se transformer en limite. Pour conserver la logique et le sens de l’assertion traduite, il faut que les deux expressions soient intersubstituables (salva veritate), c’est-à-dire que deux théories équivalentes doivent admettre les mêmes conséquences observables. Dès lors la cybernétique se trouverait dans une impasse : le caractère intertraduisible des assertions équivalentes entre les deux systèmes légitime-t-il, par la caution du langage, l’explication téléologique ?

## Finalisme
Le finalisme est une théorie qui estime plausible l'existence d'une cause finale de l'univers, de la nature ou de l'humanité. Elle présuppose un dessein, un but, une signification, immanents ou transcendants, présents dès leur origine. Le finalisme se retrouve souvent dans l'évocation de processus d'évolution biologique, dont le but serait par exemple l'apparition de l'espèce humaine.
En raison du principe de l'antériorité (au moins logique, sinon chronologique) de la cause par rapport à ses effets, la question des causes finales à l'œuvre dans la nature touche de près à celle de l'existence de Dieu ; c'est pourquoi elle est si débattue.
Le finalisme s'oppose au mécanisme.

### Causes efficientes et cause finale
Le problème du finalisme et du déterminisme se pose dès l'Antiquité, dans les mêmes termes à peu près où il se pose encore aujourd'hui. Aristote a présenté les deux options possibles dans sa Physique. D'abord la position mécaniste, pour laquelle tout s'explique par les causes efficientes ou, si l'on préfère, par les lois aveugles de la nature. Leur combinaison aboutit accidentellement au monde naturel tel que nous le voyons :
« Qui empêche, dit-on, que la nature agisse sans avoir de but (…) ? Jupiter (…) ne fait pas pleuvoir pour développer et nourrir le grain ; mais il pleut par une loi nécessaire ; car, en s'élevant, la vapeur doit se refroidir ; et la vapeur refroidie, devenant de l'eau, doit nécessairement retomber. Que si ce phénomène ayant lieu, le froment en profite pour germer et croître, c'est un simple accident. (…) Qui empêche de dire également que dans la nature les organes corporels eux-mêmes sont soumis à la même loi, et que les dents, par exemple, poussent nécessairement, celles de devant, incisives et capables de déchirer les aliments, et les molaires, larges et propres à les broyer, bien que ce ne soit pas en vue de cette fonction qu'elles aient été faites, et que ce soit une simple coïncidence ? » (Aristote, Physique, II, 8)
Les êtres naturels s'expliquent ainsi par le hasard et la nécessité, plus précisément par la naissance aléatoire des formes naturelles et la sélection des seules qui sont viables :
« Ainsi donc, toutes les fois que les choses se produisent accidentellement comme elles se seraient produites en ayant un but, elles subsistent et se conservent, parce qu'elles ont pris spontanément la condition convenable ; mais celles où il en est autrement périssent ou ont péri. » (Ibid. ; cet évolutionnisme rudimentaire est celui d'Empédocle.)
Pourtant, Aristote critique ce point de vue aussitôt après l'avoir exposé, et adopte une position finaliste. L'idée de finalité lui semble s'imposer du fait de la régularité des phénomènes naturels. En effet, leur répétition suppose un ordre des natures, tandis que le hasard ne produit que des coïncidences : le hasard peut faire tomber un dé plusieurs fois successivement sur le six, mais si ce chiffre sort systématiquement, on en conclura nécessairement que le dé est pipé, c'est-à-dire « étudié pour » aboutir à ce résultat. De même dans la nature, où l'intelligence peut distinguer entre les coïncidences et les phénomènes qui se produisent systématiquement :
« On ne trouve point que ce soit un hasard ni une chose accidentelle qu'il pleuve fréquemment en hiver ; mais c'est un hasard, au contraire, s'il pleut quand le soleil est dans la constellation du Chien. Ce n'est pas davantage un hasard qu'il y ait de grandes chaleurs durant la canicule ; mais c'en est un qu'il y en ait en hiver. (…) On entend par choses naturelles toutes celles qui, mues continûment par un principe qui leur est intime, arrivent à une certaine fin. De chacun de ces principes, ne sort pas pour chaque espèce de chose un résultat identique, de même qu'il n'en sort pas un résultat arbitraire ; mais toujours le principe tend au même résultat, à moins d'obstacle qui l'arrête. (…) Quand c'est toujours ou du moins le plus ordinairement qu'une chose arrive, ce n'est plus ni par accident ni par hasard ; or, dans la nature, les choses se produisent éternellement de la même façon, si rien ne s'y oppose. » (Ibid.)
Le finalisme d'Aristote est une application de sa théorie des quatre causes de la substance : pour lui, il n'y a pas lieu d'opposer causes efficientes et cause finale : celles-là sont subordonnées à celle-ci, comme des moyens mis en œuvre pour arriver à un but. La fin qu'on observe dans la nature en dernière analyse, c'est la conservation des formes naturelles : « La forme étant une fin, et tout le reste s'ordonnant en vue de la fin et du but, on peut dire que la forme est le pourquoi des choses et leur cause finale. » (Ibid.) Il s'agit donc d'une finalité immanente à la nature, laquelle œuvre ainsi à sa propre conservation. Il n'y a pas de créateur, mais seulement un « Premier moteur » qui meut l'univers tout entier en tant que cause finale ultime.
La position d'Aristote est donc en retrait[En quoi ?] sur celle de Socrate et de Platon (cf. le Timée), car il n'attribue pas la finalité à un Démiurge auteur, ni même organisateur de la nature. Son finalisme n'est pas intentionnel mais immanent.
Le finalisme a été critiqué avant et après Aristote par les matérialistes tels qu'Empédocle, Démocrite, Épicure ou Lucrèce : expliquer les phénomènes par leur fin paraît en effet contraire au bon sens, puisqu'une cause précède ses effets. Ainsi pour Lucrèce, ce n'est pas la fonction qui crée l'organe, mais l'organe qui crée la fonction ; ce n'est pas la vue qui fait que l'on a des yeux, mais les yeux qui permettent la vue :
« Les yeux n’ont pas été créés, comme tu pourrais le croire, pour nous permettre de voir au loin ; ce n’est pas davantage pour nous permettre de marcher à grands pas que l’extrémité des jambes et des cuisses s’appuie et s’articule sur les pieds ; non plus que les bras que nous avons attachés à de solides épaules, les mains qui nous servent des deux côtés ne nous ont été donnés pour subvenir à nos besoins. Interpréter les faits de cette façon, c’est faire un raisonnement qui renverse l’ordre des choses : c’est mettre partout la cause après l’effet. Aucun organe de notre corps, en effet, n'a été créé pour notre usage, mais c’est l’organe qui crée l’usage. La vision n’existait pas avant la naissance des yeux, non plus que la parole avant la création de la langue : c’est bien plutôt l’existence de la langue qui a précédé de loin la parole et les oreilles existaient bien avant que ne fût entendu un son. En bref, tous les organes, à mon avis, existèrent avant qu’on en fît usage. Ils n’ont donc pas pu être créés en vue de leur fonction. » (Lucrèce, De Natura rerum, IV, v. 824-842)
Aux mécanistes, l'explication par les fins paraît donc une faute logique, une inversion de l'effet et de la cause qu'on peut illustrer par cette boutade attribuée à Henry Monnier : « La nature est prévoyante : elle a fait pousser la pomme en Normandie sachant que c'est la région où l'on boit le plus de cidre. ».

Nourrie d'Aristote, la philosophie scolastique, représentée notamment par Thomas d'Aquin, répond à l'objection mécaniste par le moyen de la formule « Finis est prima in intentione, ultima in executione », qui concilie déterminisme et finalisme : la fin est première dans l'intention, ultime dans l'exécution. Ultime dans l'exécution : c'est bien parce que les éléments qui forment l'œil sont disposés de manière adéquate qu'il y a vue (déterminisme). Première dans l'intention : la structure de l'œil et son adéquation à la nature de la lumière supposent une intention ordonnatrice, et donc une Pensée préalable (finalisme), car ce n'est qu'en tant que conçue que la fin peut être une cause antérieure à ses effets.

### Discussion du finalisme à l'époque moderne
C'est donc sur le finalisme que repose l'argument classique en faveur de l'existence de Dieu fondé sur l'ordre du monde, qui met pour une fois Bossuet et Voltaire d'accord. Le premier écrivait :
« Tout ce qui montre de l'ordre, des proportions bien prises et des moyens propres à faire de certains effets, montre aussi une fin expresse : par conséquent, un dessein formé, une intelligence réglée et un art parfait. C'est ce qui se remarque dans toute la nature. Nous voyons tant de justesse dans ses mouvements, et tant de convenance entre ses parties, que nous ne pouvons nier qu'il n'y ait de l'art. Car s'il en faut pour remarquer ce concert et cette justesse, à plus forte raison pour l'établir. C'est pourquoi nous ne voyons rien, dans l'univers, que nous ne soyons portés à demander pourquoi il se fait : tant nous sentons naturellement que tout a sa convenance et sa fin. » (De la Connaissance de Dieu et de soi-même, IV, 1)
L'ordre, c'est-à-dire la convenance réciproque des différents éléments d'un ensemble, peut être défini en effet comme une finalité interne à ce qui est ordonné. L'horloger qui fabrique deux engrenages A et B destinés à fonctionner ensemble les fabrique l'un pour l'autre. L'engrenage B est présent à sa pensée pendant qu'il fabrique le A, comme cause finale de la forme de ce dernier. Donc le bon fonctionnement commun des engrenages A et B suppose la pensée d'un horloger. De même, puisque l'ordonnancement des différents éléments naturels présente une apparence « d'art », il suggère l'idée d'un artisan, d'où les vers de Voltaire :
« Il est vrai, j'ai raillé Saint-Médard et la bulle,
Mais j'ai sur la nature encor quelque scrupule.
L'univers m'embarrasse, et je ne puis songer
Que cette horloge existe et n'ait pas d'horloger. »
(Voltaire, Les Cabales)
Toutefois, Spinoza a critiqué le finalisme au XVIIe s. notamment dans l'appendice à la première partie de l'Éthique, par un argument propre à sa philosophie selon laquelle le monde et l'être suprême ne se distinguent pas : si l'être suprême poursuivait des finalités, alors il ne serait pas suprême. En effet, l'être suprême est absolument infini or seul un être fini ne se suffit pas à lui-même et doit donc chercher hors de son état initial ce qui serait susceptible de le compléter.
Par ailleurs, ce philosophe se propose aussi d'expliquer les causes de la croyance selon laquelle des finalités qui nous dépassent seraient à l'œuvre dans la nature : c'est par ignorance des causes réelles qui déterminent les phénomènes naturels et parce qu'ils se connaissent uniquement comme cherchant ce qui leur est utile, que les hommes croient connaître quelque chose quand ils en ont imaginé une cause finale. Le finalisme repose sur l'idée qu'il existerait une volonté comparable à celle de l'homme ayant organisé toutes choses dans la nature pour son utilité. Or tout ce qui existe dans la nature n'existe qu'en tant que façon d'être de Dieu, autrement dit mode de la substance absolument infinie. Rien ne peut donc être déterminé par des causes finales. Autrement ce serait considérer Dieu comme imparfait, manquant de quelque chose puisqu'il aurait besoin de la réalisation de ces fins pour son utilité.
Donc, le finalisme est incompatible avec le panthéisme : si le fonctionnement et le développement de l'univers s'expliquent par une pensée suprême recherchant des effets, il faut qu'elle soit transcendante (et non immanente) à celui-ci, visant des fins pour l'univers et non pour elle-même.
Pour Kant (notamment dans la Critique de la faculté de juger, § 75) nous ne pouvons considérer l'ordre du monde sans y associer l'idée d'une finalité objective et donc d'une cause intelligente, qu'on appelle communément Dieu. C'est vrai de tout esprit humain. Mais justement, ce n'est vrai que de l'esprit humain, car cette conception tient aux conditions propres à la connaissance humaine. On ne sait pas ce qu'il en est en soi, du point de vue de la réalité nouménale. Ce point de vue s'inscrit dans le cadre général du criticisme kantien, et l'on peut lui opposer les objections classiquement faites à ce dernier ; notamment le fait que Kant soit obligé de faire un usage transcendant de l'entendement humain pour nier qu'un tel usage soit possible.
Dans le film 2001, l'Odyssée de l'espace de Stanley Kubrick, on fait explicitement référence au finalisme. En effet, le monolithe noir présent tout au long du film est une signification transcendante et symbolise plus précisément l'existence d'un Dieu qui déciderait de l'évolution humaine de son début jusqu'à sa fin. Ainsi, l'humanité disposerait d'un début et d'une fin bien définie. En fait, la finalité de l'Homme serait précisément dans ce film la création d'une Intelligence artificielle et la transformation de l'humain en Post-humain.

### Science et finalisme
On distingue classiquement, avec Kant (Critique de la faculté de juger, 1790) finalité interne et externe, ou extrinsèque et intrinsèque.
La finalité extrinsèque vise à rendre compte de l'adéquation des êtres naturels entre eux. Elle peut aboutir à un finalisme simpliste, que Bernardin de Saint-Pierre a exprimé de la manière la plus naïve et caricaturale :
« Il n’y a pas moins de convenance dans les formes et les grosseurs des fruits. Il y en a beaucoup qui sont taillés pour la bouche de l'homme, comme les cerises et les prunes ; d’autres pour sa main, comme les poires et les pommes ; d’autres beaucoup plus gros comme les melons, sont divisés par côtes et semblent destinés à être mangés en famille : il y en a même aux Indes, comme le jacq, et chez nous, la citrouille qu’on pourrait partager avec ses voisins. La nature paraît avoir suivi les mêmes proportions dans les diverses grosseurs des fruits destinés à nourrir l'homme, que dans la grandeur des feuilles qui devaient lui donner de l’ombre dans les pays chauds ; car elle y en a taillé pour abriter une seule personne, une famille entière, et tous les habitants du même hameau. » (Études de la nature, ch. XI, sec. Harmonies végétales des plantes avec l'homme, 1784).
En 1759, Voltaire se moque de ce type de finalisme et en particulier de Leibniz (dont la vision des choses est évidemment plus subtile) dans Candide (chapitre I) :
« Pangloss enseignait la métaphysico-théologo-cosmolo-nigologie. Il prouvait admirablement qu’il n’y a point d’effet sans cause, et que, dans ce meilleur des mondes possibles, le château de monseigneur le baron était le plus beau des châteaux, et madame la meilleure des baronnes possibles.
« Il est démontré, disait-il, que les choses ne peuvent être autrement : car tout étant fait pour une fin, tout est nécessairement pour la meilleure fin. Remarquez bien que les nez ont été faits pour porter des lunettes ; aussi avons-nous des lunettes. Les jambes sont visiblement instituées pour être chaussées, et nous avons des chausses. Les pierres ont été formées pour être taillées et pour en faire des châteaux ; aussi monseigneur a un très-beau château : le plus grand baron de la province doit être le mieux logé ; et les cochons étant faits pour être mangés, nous mangeons du porc toute l’année. Par conséquent, ceux qui ont avancé que tout est bien ont dit une sottise : il fallait dire que tout est au mieux. » »
Pierre Teilhard de Chardin, par exemple, est en quelque manière l'héritier de cette conception. Son finalisme religieux conçoit l'évolution de l'univers comme un mouvement ascendant et convergent de la nature vers Dieu en passant par l'homme. Dans sa théorie, contrairement à l'option mécaniste, l'humanité n'est pas issue du hasard, mais d'un dessein intelligent à l'œuvre dans l'évolution. La fin selon Teilhard est l'avènement du « Christ Cosmique » au « Point Oméga ». Teilhard de Chardin n'est pas pour autant un adversaire de l'évolutionnisme (dont il est en fait inspiré, tout comme Bergson), mais seulement de l'idée d'après laquelle ses résultats sont purement accidentels.
Le principe anthropique repose aussi sur la considération de la finalité extrinsèque, en ce sens que l'apparition de la vie et, plus tard, celle de l'homme, suppose un ajustement fin des constantes universelles.
La finalité intrinsèque est en rapport avec l'organisation interne des êtres vivants, organisation qui leur permet de persister dans l'être et d'agir par un concours ordonné de causalités intérieures. C'est pourquoi la biologie est devenu le principal champ de bataille opposant finalistes et mécanistes[réf. nécessaire].
Il est quasi universellement admis que le finalisme est étranger aux préoccupations scientifiques de notre temps. La science ne recherche pas les causes finales. Son domaine est le déterminisme, non le finalisme. Ainsi, la sélection naturelle (surtout complétée par les acquis de la génétique) décrit et explique au niveau scientifique le processus d'évolution. Mais la science n'étant pas le seul mode légitime de connaissance[réf. nécessaire], la question de la finalité est encore débattue sur le plan philosophique. Le fait que la science ne s'intéresse pas aux causes finales ne prouve ni l'existence ni l'inexistence d'une cause finale ; la science ne répond pas à cette question car elle ne se la pose pas.
La confusion entre les deux niveaux - aussi légitimes l'un que l'autre mais qui doivent être distingués ; voir par exemple la distinction célèbre de Dilthey entre sciences de la nature (explicatives) et sciences de l'esprit (compréhensives) - est à l'origine de bien des errements, entre autres dans le débat sur l'intelligent design, théorie dont la scientificité est douteuse. Mais la science n'a pas vocation à répondre aux questions ultimes, dont celle de la finalité fait partie ; c'est du moins le point de vue de Kant dans la Critique de la raison pure, lorsqu'il affirme une séparation complète de la métaphysique et des sciences empiriques.